# 南美黑鹂
南美黑鹂（学名：Curaeus curaeus），是雀形目拟鹂科的一种鸟类，属于单型的南美黑鹂属（学名：Curaeus）。
南美黑鹂体重约83.7克，翼长约12.45厘米，喙宽度约6.8毫米，喙厚度约9.7毫米，嘴峰长约31.8毫米，跗蹠长约33.8毫米，尾长约10.20厘米。
南美黑鹂具有部分的迁徙性，栖息在森林，它们是食肉动物。

## 亚种
- Curaeus curaeus curaeus，分布在阿根廷南部和智利南部，以及麦哲伦海峡。
- Curaeus curaeus recurvirostris，分布在智利麦哲伦省。
- Curaeus curaeus reynoldsi，分布在火地群岛、纳瓦里诺岛和奥斯特岛。[4]